# Congrés de Demòcrates Avançats
El Congrés de Demòcrates Avançats (Advanced Congress of Democrats ACD) fou un partit polític que es va fundar el 8 de juny de 2006 a l'estat Edo, Nigèria. Estava formar per lleials al vicepresident Atiku Abubakar, abans al Partit Democràtic dels Pobles de Nigèria del que havia sortit. El 19 de juny de 2006 es va adoptar la bandera pel dirigent del partit, Príncep Tony Omoaghe, que en va entregar una a cada responsable de les 18 seccions del partit a l'estat. El setembre del 2006 el partit es va fusionar a l'Aliança per la Democràcia i altres partits per formar el Congrés d'Acció rebatejat el 2010 com Congrés d'Acció de Nigèria. El 2012 s'havia reactivitat com a partit separat i va presentar candidats a les eleccions de 2015 en una aliança de 16 partits oposats a Goodluck Jonathan. Com a president del partit havia estat escollit Yusuf Buba i el Secretari era Manga S. Ashafou. El seu lema "Adéu a la pobresa".

## Bandera
La bandera és vertical de quatre colors: verd, blanc, negre i vermell. Les dues bandes centrals no arriben a la part inferior on hi ha un rectangle blanc delimitat per línia vermella dins del qual les lletres ACD en verd. Sobre el rectangle descansa una corona daurada que ocupa una altura de 3/6 parts i en la part de més amplada toca just al vermell i al verd; la corona té sis puntes cadascuna amb una perla rodona de color blau a la seva punta; la part entre la corona pròpia i la zona per posa el cap ve marcada per un rectangle blanc de part a part.